# رودخانه غربی
رودخانه غربی مربوط به دوران پیش از تاریخ ایران باستان است و در شهرستان ازنا، بخش مرکزی، دهستان پاچه لک غربی، ۲ کیلومتری جنوب شهرک المهدی واقع شده و این اثر در تاریخ ۲۸ اسفند ۱۳۸۵ با شمارهٔ ثبت ۱۸۳۲۵ به‌عنوان یکی از آثار ملی ایران به ثبت رسیده است.